# 寶琳·博蒂
寶琳·博蒂（Pauline Boty、1938年3月6日—1966年7月1日）是一位英國畫家，也是1960年代英國普普藝術運動的聯合創始人，她是該運動中唯一公認的女性成員。博蒂的繪畫和拼貼畫經常表現出自信的女性氣質和女性性慾的喜悅，以及對「男人世界」的批評。叛逆的藝術加上自由奔放的生活方式，使寶琳·博蒂成為1970年代女權主義的先驅。

## 生平
大學畢業兩年後，她發展了標誌性的普普風格和圖像。她的第一場群展「Blake, Boty, Porter, Reeve」於1961年11月在 A.I.A.舉行。倫敦畫廊被譽為英國最早的普普藝術展之一。她展出了二十幅拼貼畫，包括《這是一隻鳥嗎？玫瑰就是玫瑰就是玫瑰，這表明了她在藝術中從高雅和低俗流行文化來源中汲取靈感的興趣（第一個標題引用了超人漫畫，第二個標題引用了美國僑民詩人格特鲁德·斯泰因）。
1965年6月，寶琳·博蒂懷孕。在產前檢查中，身體發現腫瘤，並被診斷出患有癌症（惡性胸腺瘤）。她拒絕墮胎，也拒絕接受可能傷害胎兒的化療。相反，她吸食大麻來緩解臨終病痛。她繼續招待她的朋友，甚至在生病期間為滾石樂隊畫了素描。她的女兒博蒂·古德溫（又稱凱蒂）出生於1966年2月12日。
1966年7月1日，寶琳·博蒂在皇家馬斯登醫院去世。